# 千葉社会保険事務局
千葉社会保険事務局（ちばしゃかいほけんじむきょく）は、千葉県千葉市中央区にあった社会保険庁の地方支分部局で、千葉県を管轄していた。

## 管内社会保険事務所等
- 千葉社会保険事務局千葉社会保険事務室（千葉社会保険事務所）
  - 千葉社会保険事務所茂原分室
- 幕張社会保険事務所
- 船橋社会保険事務所
- 市川社会保険事務所
- 松戸社会保険事務所
- 木更津社会保険事務所
- 佐原社会保険事務所（千葉社会保険事務局佐原事務所）